# Ya Rabbana Ehfid Lana Jalalat Al Sultan
Ya Rabbana Ehfid Lana Jalalat Al Sultan is sinds 1972 het volkslied van Oman. 
De tekst luidt:
Ya Rabbana Ehfid Lana Jalalat Al Soeltan
Waashabi Fi Al'wtan
Bialeizy Walaman.
Walyadum Moeoayadda,
Aahilan Momajjada;
Bilnufoosi Yuftda.
Walyadum Muoayadda,
Aahilan Momajjada;
Bilnufoosi Yuftda.
Ya Oman, Nahnoo Min Ahd Il Nabi
Awfiya Min K'ram Al Arabi.
Abshiry Qaboos Jaa
Faltubarakhu 'I Sama.
Waasidy Waltoq'hi Bilduoaa.
De Nederlandse vertaling is ongeveer:
O God, bescherm voor ons onze majesteit de sultan
En de mensen in ons land
Met eer en vrede
Moge hij lang leven, sterk en met steun
Verheerlijkt door zijn leiderschap
Voor hem zullen we onze levens neerleggen
Moge hij lang leven, sterk en met steun
Verheerlijkt door zijn leiderschap
Voor hem zullen we onze levens neerleggen
O Oman, sinds de tijd van de profeet
Zijn we een toegewijd volk onder de nobelste Arabieren
Wees blij! Qaboos is gekomen
Met de zegen van de hemel.
Wees blijmoedig en beveel hem aan met de bescherming van onze gebeden.
Onafhankelijke staten: Afghanistan · Armenië · Azerbeidzjan · Bahrein · Bangladesh · Bhutan · Brunei · Cambodja · China · Cyprus · Filipijnen · Georgië · India · Indonesië · Irak · Iran · Israël · Japan · Jemen · Jordanië · Kazachstan · Kirgizië · Koeweit · Laos · Libanon · Maldiven · Maleisië · Mongolië · Myanmar · Nepal · Noord-Korea · Oezbekistan · Oman · Oost-Timor · Pakistan · Qatar · Rusland · Saoedi-Arabië · Singapore · Sri Lanka · Syrië · Tadzjikistan · Thailand · Turkije · Turkmenistan · Verenigde Arabische Emiraten · Vietnam · Zuid-Korea
Niet algemeen erkende landen: Abchazië · Nagorno-Karabach · Palestina · Taiwan · Turkse Republiek Noord-Cyprus · Zuid-Ossetië